# Michele Bannister
Michele Bannister (Nueva Zelanda; 1986) es una astrofísica y comunicadora de ciencia neozelandesa en la Universidad de la Reina de Belfast. El asteroide 10463 Bannister lleva su nombre.

## Edad temprana y educación
Bannister es de Waitara, Nueva Zelanda. Asistió al Instituto Waitara, donde ganó la Competición de Ensayo de Guerra coreana. Estudió astronomía y geología en la Universidad de Canterbury, graduándose en 2007 con honores de primera clase. Pasó nueve semanas que trabajando en los Valles Secos de McMurdo. Antes de comenzar su doctorado (PhD) completó una escuela de verano en Castel Gandolfo. Obtuvo su doctorado en 2014, trabajando en objetos transneptunianos en la Universidad Nacional Australiana. Buscó nuevos planetas enanos en el Uppsala Southern Schmidt Telescopio.

## Investigación y carrera
En 2014 fue coinvestigador en los Colores para el Objeto de Sistema Solar Exterior Encuesta (OSSOS). Fue nombrada becaria postdoctoral en la Universidad de Victoria y el Consejo de Búsqueda Nacional (Canadá) en 2013. En la Universidad de Victoria  descubrió un nuevo planeta enano (RR245) en el Observatorio Canadá, Francia, Hawái. RR245 está cerca del cinturón de Kuiper.
En agosto del 2016 se unió a la Universidad de la Reina de Belfast. Está en el equipo científico del explorador espectroscópico Maunakea. Estuvo involucrada  con la observación de ʻOumuamua, un objeto interestelar de otro sistema solar que ha pasado a través del nuestro en 2017. Estudió el brillo de ʻOumuamua y presentó una imagen compuesta a color. El asteroide 10463 Bannister fue nombrada como ella en 2017.

### Compromiso público
Bannister es una comunicadora de ciencia popular, y ha hablado en la Royal Society, La Sociedad Planetaria, Instituto SETI, Sociedad Astronómica irlandesa y el Astrofest Europeo. En 2013 fue un curadora en el canal RealScientists. Informó sobre las imágenes procedentes de Plutón durante el sobrevuelo de la nave espacial en Radio Nueva Zelanda y Naturaleza en 2015.
Discutió sobre astronomía en la estación de radio canadiense CFAX entre 2015 y 2016. Apareció en el BBC Sky at Night en 2107 y 2018. Ha escrito para The conversation y la revista de Sociedad Planetaria, además de colaborar con Scientific American, Newsweek, National Geographic New Scientist, Slate y The Guardian.